# Gheorghe Argeșanu
Gheorghe Argeşanu, romunski general, * 1884, † 1940.